# Operose Peak
Der Operose Peak (englisch für Mühseliger Gipfel) ist ein 2130 m hoher Berg im Australischen Antarktis-Territorium. In der Britannia Range ragt er südwestlich des Derrick Peak auf. Die unteren Hangabschnitte des Bergs bestehen aus Sandstein der Beacon Supergroup, das Gipfelgestein enthält mächtige Lagergänge aus Dolerit.
Das Antarctic Names Committee of Australia benannte den Berg im Jahr 1997. Die Benennung soll die Anstrengungen widerspiegeln, die beim Aufstieg durch die Steilheit seiner Hänge verbunden sind.